# Historia de la plaza Mayor de Madrid

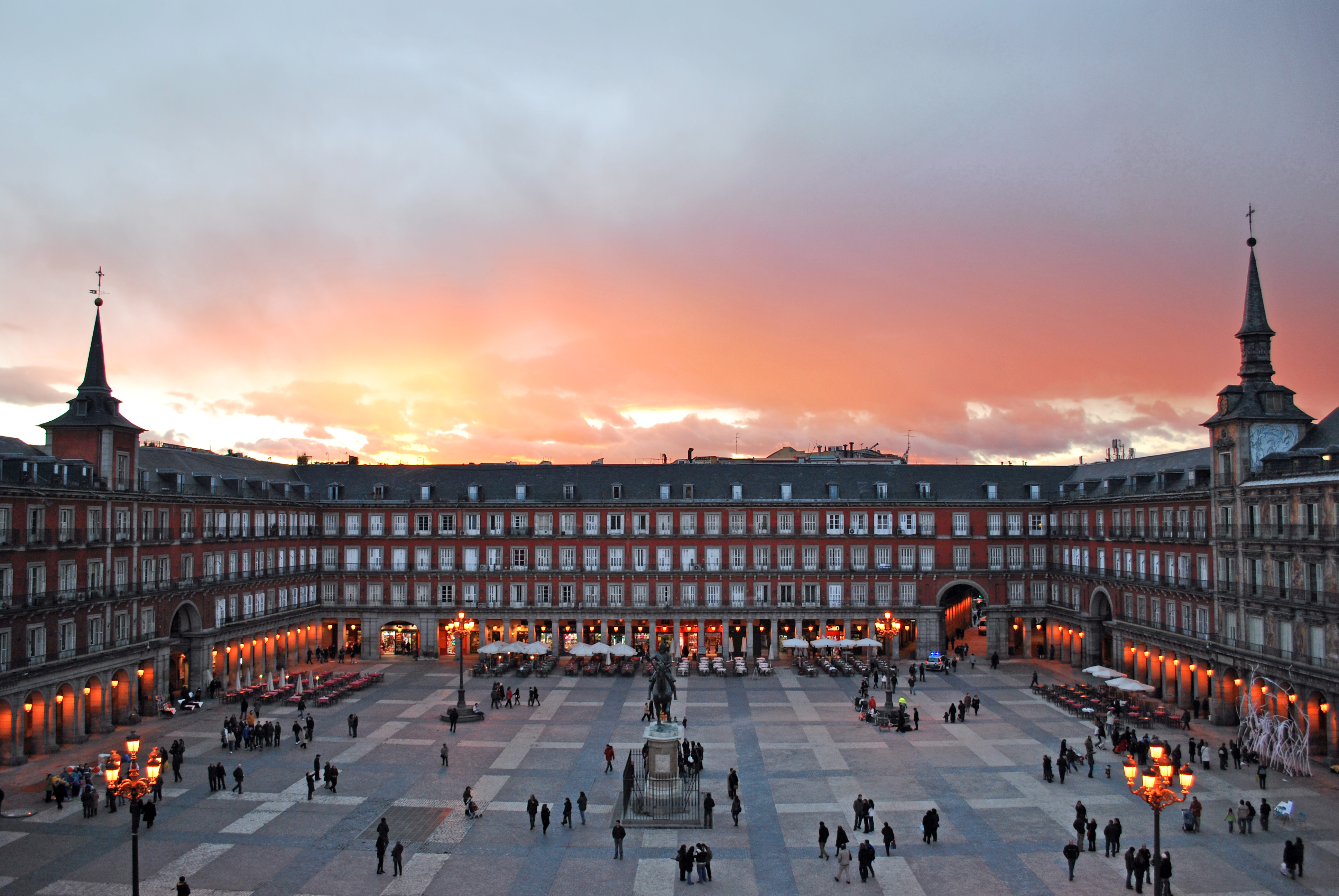
Imagen de la plaza Mayor con la estatua ecuestre de Felipe III en el centro de la misma.

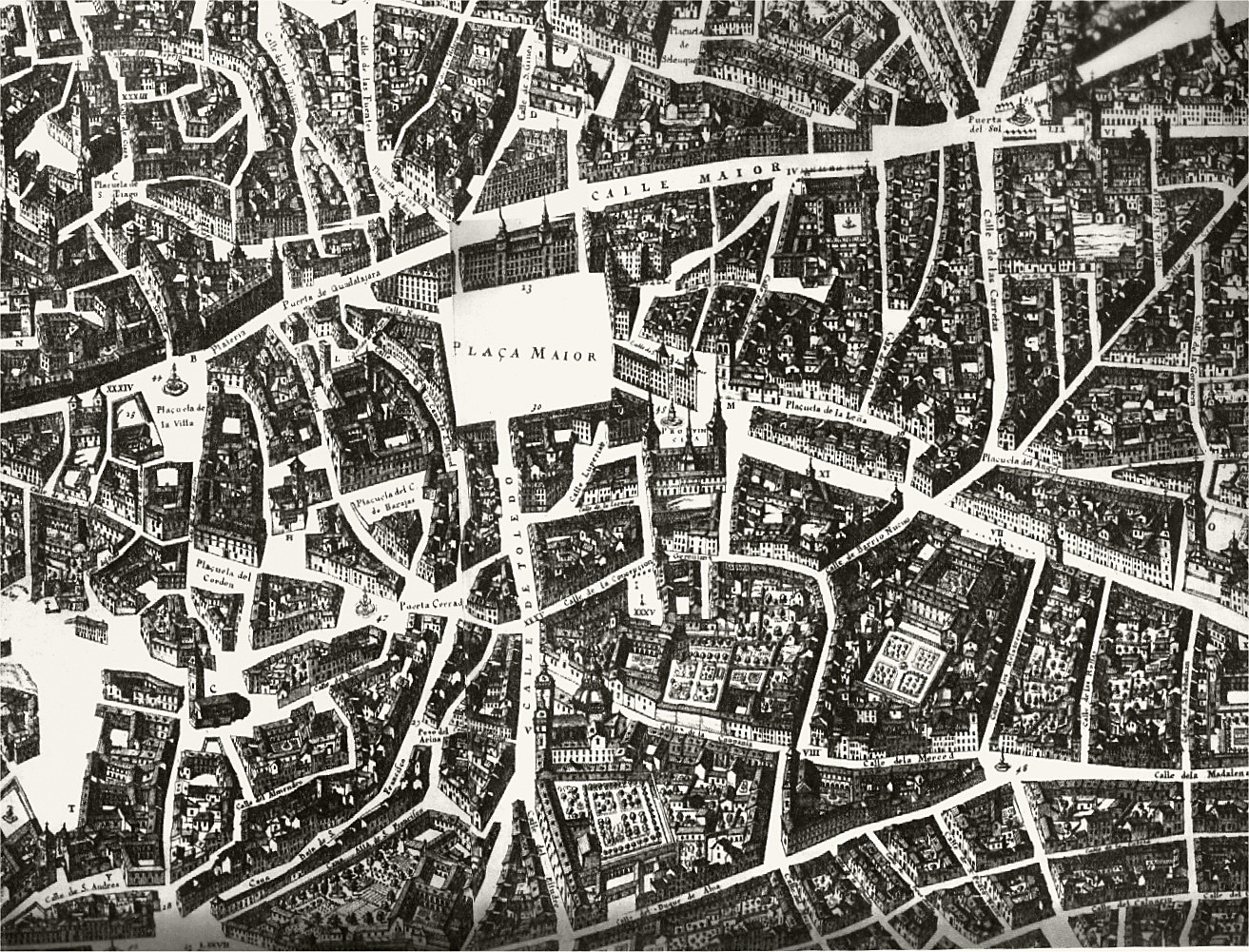
Plaza Mayor en el plano de Teixeira.

La historia de la plaza Mayor de Madrid es el conjunto de sucesos históricos y urbanísticos ocurridos, a partir del siglo XVI, en esta plaza Mayor madrileña. La plaza Mayor nace de la explanada que deja tras de sí la Laguna de Luján, que al desecarse acaba denominándose la plaza del Arrabal ubicada en la zona de extramuros de la incipiente villa. Este espacio abierto en forma de rectángulo con funciones de plaza Mayor se encuentra en el centro urbano del denominado Madrid de los Austrias. La plaza fue ideada como una reforma del rey español Felipe II y llevada a cabo por sus sucesores reales: Felipe III y Carlos II. Situada junto a la popular Puerta del Sol, ha rivalizado en protagonismo urbano y social con ella por ser un punto de reunión y mercado también. Los tres incendios sufridos en los edificios del perímetro de la plaza en los años 1631 (Juan Gómez de Mora), 1672 (Tomás Román) y 1790 (Juan de Villanueva) fueron transformando su aspecto inicial a causa de la obra y el rediseño de diversos arquitectos. A lo largo de su historia, la transformación arquitectónica debida a las reformas realizadas permite afirmar que posee ejemplos de clasicismo, barroquismo, romanticismo, historicismo, etc. A lo largo de su historia, el poder político y estatal se vio identificado con este espacio público.
La plaza Mayor de Madrid va cambiando poco a poco sus funciones, en el curso de su historia, pasando desde el centro de la Corte y Villa hasta llegar a ser el centro del barrio histórico, lugar de paso de turistas. Sus 12 000 m² hacen de mercado de abastos durante la semana, y lugar de celebraciones reales y actos religiosos durante el siglo XVIII. En algunas ocasiones se celebraron autos de fe, ejecuciones públicas. La cesión de su protagonismo a la Puerta del Sol en el siglo XIX y posteriormente a la Gran Vía se da a comienzos del siglo XX. Tras los tres incendios sucesivos que ha sufrido durante los siglos XVII y XVIII que han transformado su configuración, ya en los años sesenta del siglo XX se realiza una remodelación a gran escala que duró un lustro y dejó el aspecto que posee a comienzos del siglo XXI. En los años 20 aparece un mercado dominical de filatelia y numismática, así como un mercado de Navidad en el mes de diciembre y lugar de exposiciones culturales.

## El espacio anterior a la plaza

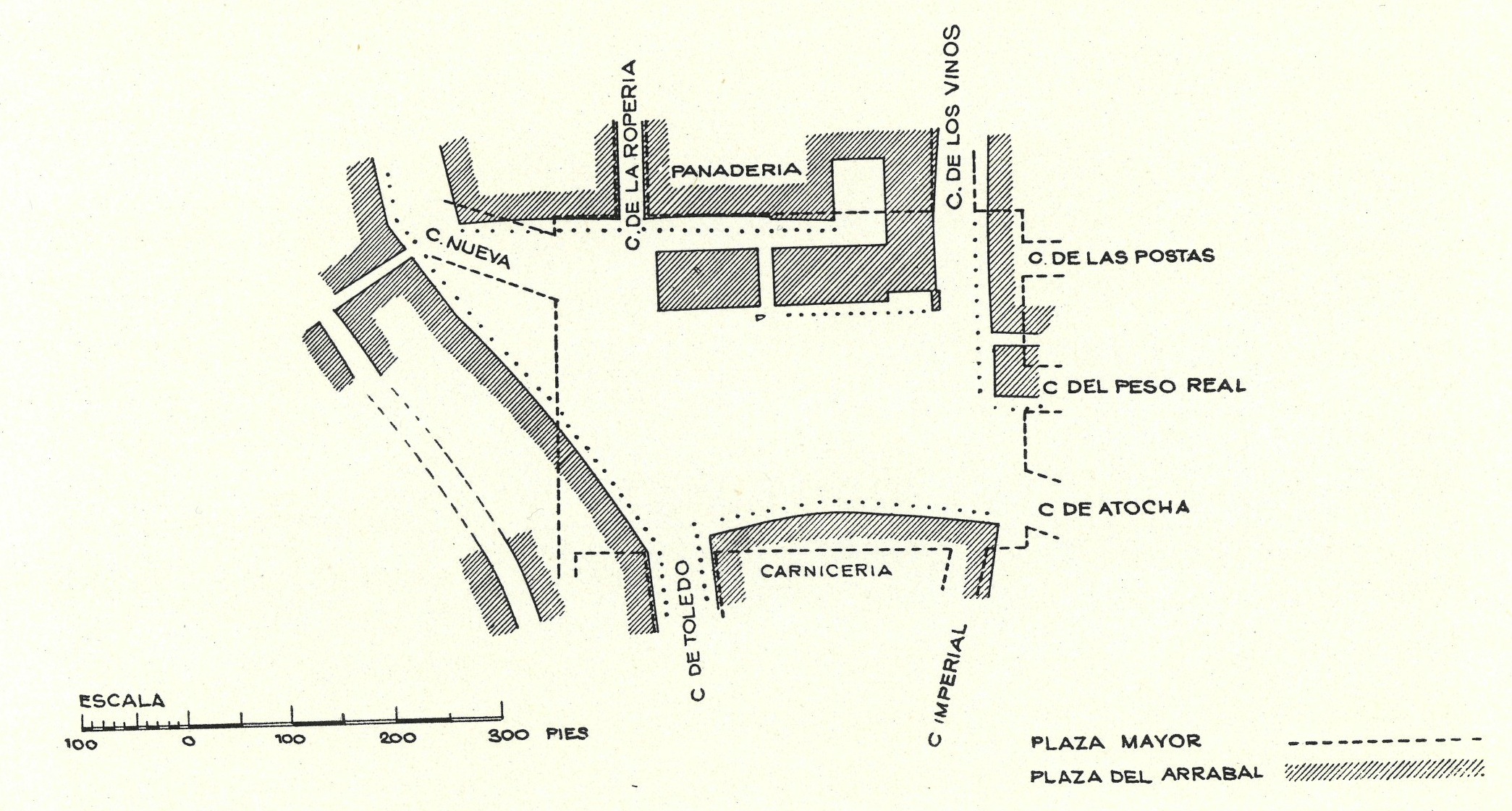
Espacio de la plaza en sus inicios.

La historia de Madrid comienza su andadura en el siglo IX con la instalación del enclave defensivo musulmán que aprovecha las defensas naturales en la orilla elevada del Manzanares para defender una confluencia de rutas urbanas. La ocupación cristiana en el siglo XI del poblado y la obtención del fuero permitiendo la organización administrativa y política, produjeron un incremento progresivo de la población. La posterior visita periódica de los reyes castellanos y la construcción de la muralla defensiva en el siglo XII daba indicios de un núcleo poblacional en constante crecimiento. La Carta de Población del Vicus Sancti Martini fue concedida por Alfonso VII en 1126 a la ciudad de Madrid. A pesar de la cerca defensiva que rodea el conjunto de casas, la ciudad va creciendo fuera de las mismas hacia el Este debido a las características topográficas y a la pujanza económica de los denominados arrabales. La ciudad se salía de su cinturón amurallado y realizaba sus actividades en el campo raso fuera de él.
En las afueras de la ciudad amurallada había una laguna denominada de Luján, que por su extensión proporcionó, al ser secada, un espacio de congregación del nuevo arrabal. De esta forma, desde el siglo XIII comienza a surgir en la documentación administrativa de la ciudad un espacio llamado Plaza del Arrabal, en el que se congregan las actividades comerciales de los gremios madrileños. Este espacio inicial, en el que se ubicaría de forma natural la futura plaza Mayor, nacía como la confluencia urbana de los caminos de Atocha y Toledo. En el siglo XV Madrid no sobrepasaba los cinco mil habitantes, en tanto que otras ciudades castellanas superaban con creces este número.

### La plaza del Arrabal
Este espacio ancho en forma de plaza era conocido como plaza del Arrabal, empleado frecuentemente como lugar donde se congregaba el mercado principal de la villa, localizándose en él una primera casa porticada o lonja que tenía la función de regular el comercio de la plaza. La Plaza no estaba cerrada, no era de un tamaño grande y su trazado era irregular. Se sabe de operaciones comerciales y de venta de productos artesanos. Se vendía aceite, vino. La llegada de la Corte a la Villa de Madrid iniciará un crecimiento demográfico en la población que empujará hacia el este los espacios disponibles para las relaciones comerciales. Otros espacios existían en la ciudad con funciones similares, como la Puerta Cerrada, la Puerta de Guadalajara. Una vecina de la Plaza del Arrabal de Santa Cruz decide en 1541 cambiar la fachada de su casa introduciendo un soportal elaborado con columnas de granito. La propietaria llamada Mari Gómez proporciona los inicios de un estilo que el Ayuntamiento decide aplicar al resto del espacio. Para su ejecución encarga al alarife y maestro mayor de obras Antonio Sillero un diseño homogéneo del resto. Este fue el detonante de la construcción de los soportales en la incipiente Plaza.
La plaza del Arrabal poseía un carácter desordenado de mercado de diversas mercancías y alimentos. En 1565 el corregidor Francisco de Sotomayor escribe una Memoria de las Obras de Madrid y describe la necesidad de reformar el espacio de la Plaza con ampliaciones debido al aspecto avejentado de algunas casas. En su informe menciona una casa dedicada a la panadería y otra a la carnicería. La Plaza es famosa por la celebración de las primeras procesiones del Corpus Christi.

### La llegada de la Corte

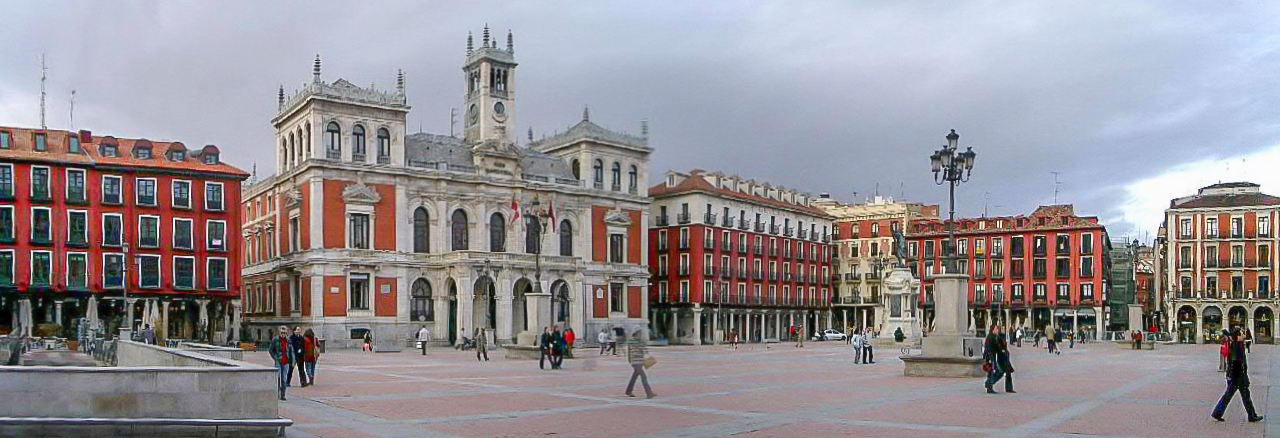
La reconstrucción del entorno de la plaza Mayor de Valladolid tras el incendio de Valladolid de 1561 constituye un hecho excepcional en el. El proyecto de Francisco de Salamanca supone la puesta en práctica de concepciones del urbanismo moderno por primera vez en España. Las plazas mayores de Madrid y Salamanca, que datan de 1617 y 1729 respectivamente, presentan un claro influjo procedente de la Plaza Mayor vallisoletana.

Felipe II comienza en la primavera de 1561 los preparativos para el traslado definitivo de la Corte desde Toledo a la villa de Madrid. Este movimiento del centro de gravedad del poder tiene como efecto un mayor número de nobles en las calles. La entrada en Madrid el 26 de noviembre de 1570 de la que será la futura mujer de Felipe II, hace que las calles notables de la ciudad se engalanen para acomodar el recibimiento, y la Plaza del Arrabal no forma parte del itinerario. 
El cronista López de Hoyos describe esta operación de entrada real, mencionando la Puerta de Guadalajara como entrada principal, haciendo una ausencia en la descripción de la Plaza. Era corregidor de la villa Luis Gaytán de Ayala y comisario el juez real Agustín Ximénez Ortiz. La ambición personal de estos dos funcionarios llevó a poner en el foco de atención la Plaza del Arrabal, siendo objeto de los futuros cambios urbanísticos que se avecinaban sobre la villa. Gaytán de Ayala formula un programa de renovación de la Plaza en 1581 (documento que se conserva en la Biblioteca Francisco de Zabalburu). En 1581 el alarife Juan de Valencia realiza un plano de la Plaza del Arrabal, ilustrando con claridad la distribución del espacio a finales del siglo XVI. 
Los estudios efectuados por Juan de Valencia dieron lugar a una propuesta que se envió a Lisboa, lugar de residencia de Felipe II. Recibe respuesta de parte de Juan de Herrera en forma de memorándum dirigido a Juan de Ibarra, secretario de las Obras Reales. Juan de Valencia se reúne con Ayala y Ximénez a finales de marzo de 1582. En ella se da aprobación Real a la demolición de las casas de una manzana, con el objeto de despejar e igualar la zona haciendo de la Plaza de Madrid un espacio cuadrado.

## Felipe II y la construcción

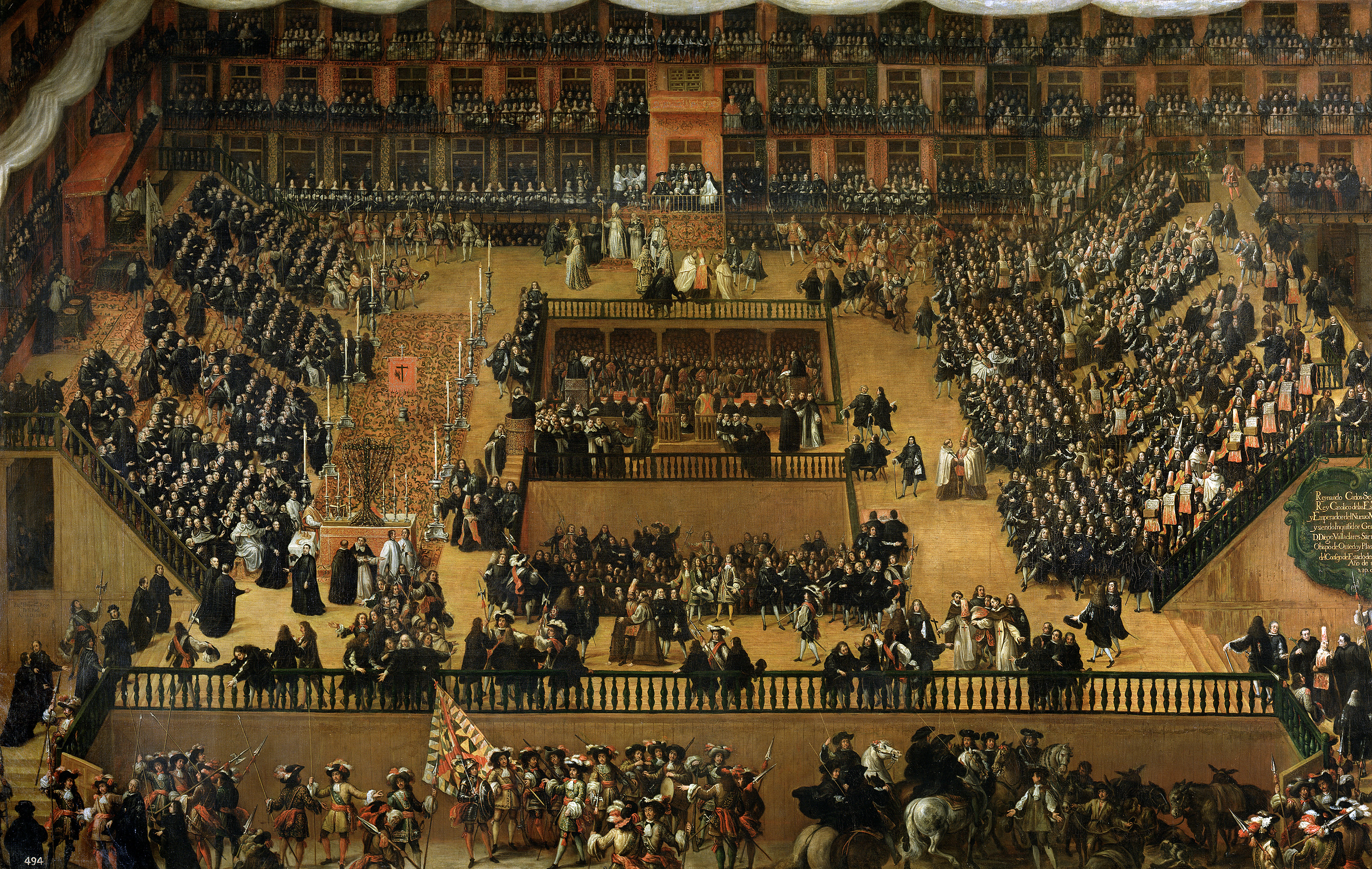
Auto de fe celebrado en la Plaza Mayor en 1680 en presencia de Carlos II. Óleo de Francisco Rizi conservado en el Museo del Prado.

El deterioro de la Plaza del Arrabal lleva a Felipe III a decidir, a comienzos del siglo XVII, la renovación del espacio urbano. Esto suponía la demolición del entorno y la construcción de una nueva Plaza acorde con una corte real poderosa. El primer arquitecto encargado de elaborar este espacio es Juan Gómez de Mora, uno de los mejores alumnos de Juan de Herrera. El arquitecto Juan de Mora comienza en el año 1617, tardó dos años en realizar su proyecto, terminado en 1619, cuyo coste ascendía a 900.000 ducados.

### Los primeros derribos
El informe de Ayala menciona que el proyecto de derribo se autofinanciará con las aportaciones de los vecinos. El 8 de abril de 1582 se decide derribar la manzana. Los habitantes irían a vivir a unas viviendas adaptadas en la vecina Plaza de Santa Cruz. No obstante, la demolición real se retrasó hasta quedar clara la financiación del proyecto. Una Real Provisión de Felipe II fechada en 17 de septiembre de 1593 en Barcelona da permiso a unos tenderos para el establecimiento de sus puestos y sus actividades comerciales en la Plaza del Arrabal. Los derribos de la manzana comenzaron a finales de febrero de 1583. Tras su regreso de Lisboa, Felipe II emite en junio de este mismo año dos reales decretos que permiten al Ayuntamiento financiar las obras. En el primero de los decretos concede una suma compensatoria a los vecinos de las casas derribadas, en el segundo concede a un vecino una suma con el objeto de que embellezca su fachada a la plaza. En mayo de 1583 los solares ya estaban completamente derribados. Ximénez Ortiz estuvo atento a las obras de derribo, y detuvo la reconstrucción de las nuevas casas al comprobar que su ejecución no se disponía según lo acordado.
La intervención de Juan de Valencia en el diseño inicial y en los detalles de la reforma arquitectónica de la plaza Mayor y de la vecina Plaza de Santa Cruz fueron decisivas para proporcionar homogeneidad en el diseño. Vigiló la homogeneidad en las alturas de los nuevos edificios, en el uso de los materiales constructivos, los colores de las fachadas, el saliente de los balcones. Algunas de las nuevas reformas en el entorno de la Plaza provocaron el regreso del alarife Antonio Sillero, que había trabajado anteriormente en algunas casas de la Plaza del Arrabal. Antonio Sillero trabajaba ahora con su sobrino Diego Sillero. El incendio que hubo en la Puerta de Guadalajara en 1579 influyó a Juan de Valencia en las labores de su construcción, así como en el diseño de las calles de acceso a la plaza Mayor. Las reformas del entorno de la plaza hicieron que se recalificara el precio de las viviendas.

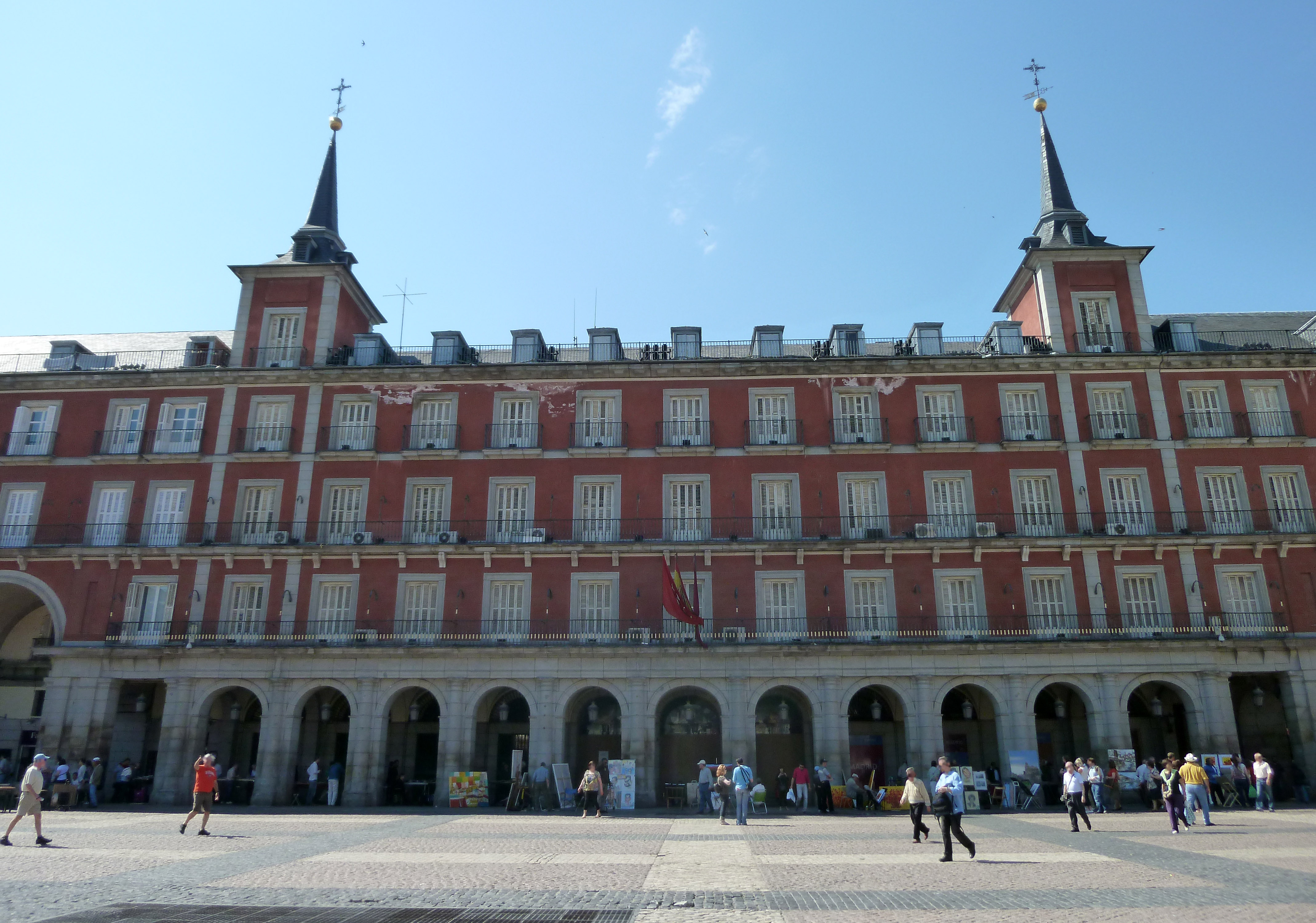
Fachada de la Casa de la Carnicería.

### Construcción de la Casa de la Carnicería
Tras los consejos en 1565, el corregidor Francisco de Sotomayor sugiere una casa dedicada exclusivamente a las operaciones de carnicería. La primera construcción se aborda en el lienzo meridional al construirse el que cumpliría la función de carnicería para la villa. En el siglo XVI la venta de verduras se destinaba exclusivamente a los cajones instalados en la vecina Puerta de Sol. En el incendio de 1631, el costado sur de la plaza quedó destrozado y la fachada quedó totalmente inhabilitada. En la actualidad su fachada es homogénea con el resto de los edificios de la Plaza. Se distingue por dos chapiteles en la cubierta y la planta del ático levantada entre ambos.

### Construcción de la Casa de la Panadería
La construcción de la Casa de la Panadería en el lienzo norte fue posterior a las reformas iniciales de ensanche durante la primera década del siglo XVII. La casa incluida en el diseño es en la actualidad uno de los emblemas del Madrid de los Austrias. La casa se acabó de construir en el año 1612. La cronología de la construcción tuvo sus complicaciones debido a los traslados de la Corte de los Habsburgo a la ciudad castellana de Valladolid en el periodo de 1601 hasta 1606. Las motivaciones de su construcción fueron una crisis de abastecimiento de pan en Madrid en el año 1589.

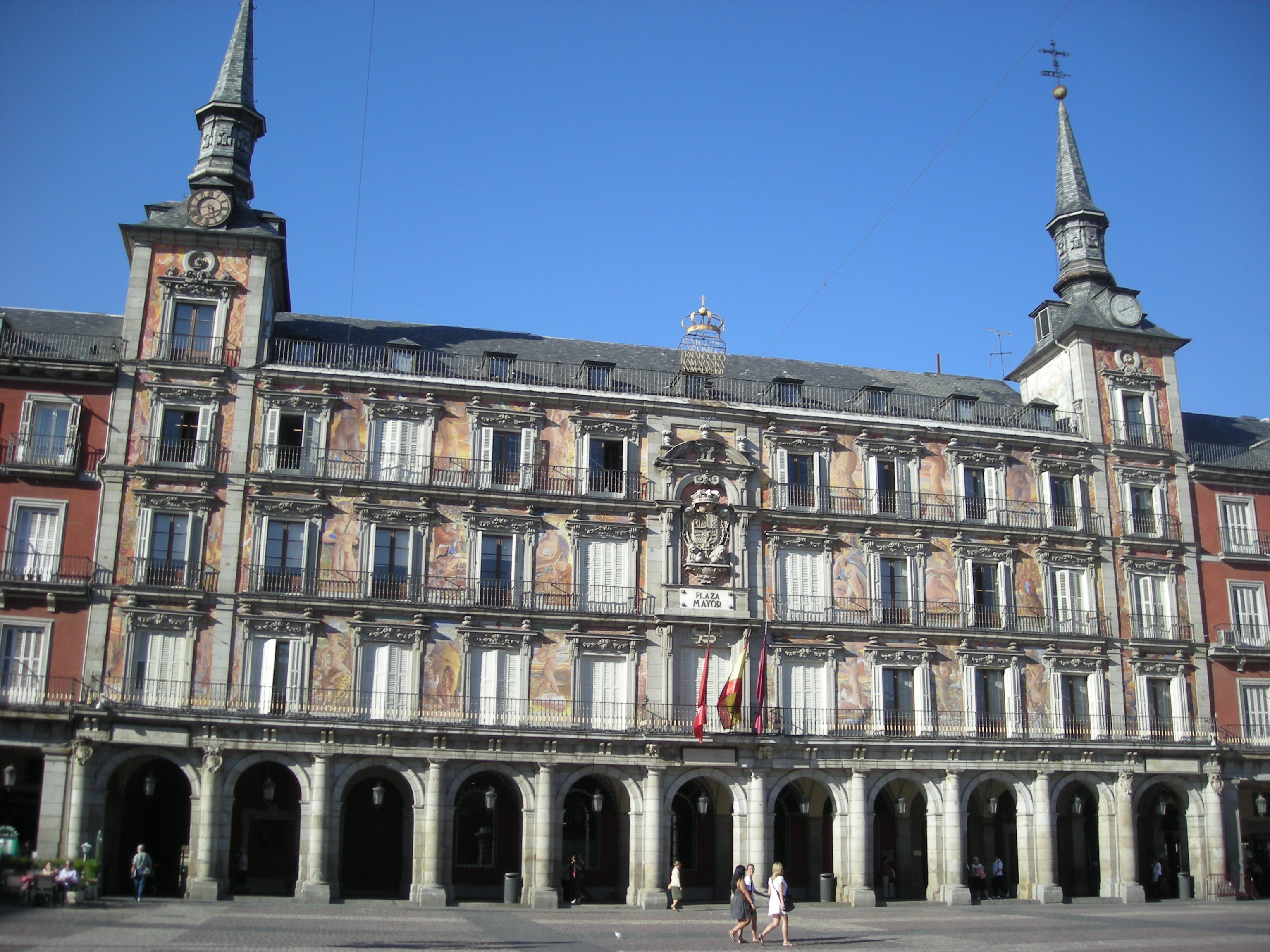
Aspecto actual de la fachada de la Casa de la Panadería en el lado norte de la plaza Mayor.

Estas revueltas causadas por la deficiente distribución del pan en la capital hicieron que el corregidor Luis Gaytán propusiera una especie de panadería monumental, un lugar de almacenamiento para el trigo y la harina. El proyecto necesitaba una financiación especial y Gaytán propuso que se cubriera con los impuestos grabados en los alquileres y propiedades de la Villa (alcabalas y tercias). El proyecto se encargó al alarife Diego Sillero, que firmó contrato de construcción el 26 de abril de 1590. Este contrato hacía mención a los diseños iniciales de Juan de Valencia. Los primeros diseños de la Casa de la Panadería se comunicaron a Felipe II de forma oficial mediante un informe de la Junta de Policía de 28 de junio de 1590. Los comentarios posteriores a la Junta muestran un seguimiento detallado de la evolución de las obras por parte de Felipe II. Entre ellas se encuentra el consejo para que diseño tuviera en su lado frontal unos soportales, inspirándose quizás en los soportales que lucían la entrada a la Basílica del Monasterio de El Escorial. Sillero vigiló que, haciendo caso al rey, se hicieran los soportales de piedra, en lugar de emplear madera. La Junta ordena finalmente la construcción del edificio de la Panadería a mediados de mayo de 1592. Se tuvieron que derribar algunas casas para la construcción de la panadería. Sillero se dedicó durante varios años a la construcción de la Panadería, compaginando sus trabajos con otras obras en el entorno cercano al de la plaza. Cuando el 7 de septiembre de 1598 Sillero encarga veintidós balcones de hierro forjado, las obras están en un avanzado estado. Las dos torres de la Panadería se rematan con pizarra al estilo de las casas de los Países Bajos de la época ya a finales de 1598.
Justo antes de que se acabara el edificio, y ya con Felipe III recién subido al trono en su sucesión a Felipe II, que murió en El Escorial. La corte traslada su sede a Valladolid. En 1600 Sillero supervisaba algunas de las obras de Madrid, incluida la Real Casa de la Panadería. El traslado a Valladolid hizo que la construcción de la Plaza quedara en un segundo plano en contraste con las nuevas posiciones de Valladolid. Este traslado se mantendría durante un periodo de cinco años, y este periodo afectó a la construcción de la Casa de la Panadería debido a su posición Real y la reubicación de los gastos a la nueva capital castellana.
La construcción de esta ala norte se destinó a Panadería en su parte baja, habiéndose reservado las salas y balcones del piso principal para que los Reyes viesen desde ellos las fiestas de toros. El incendio ocurrido el 10 de agosto de 1672 dejó todo el edificio destruido. A cargo de la reconstrucción estuvo el arquitecto José Jiménez Donoso, que tuvo como objetivo mantener el diseño inicial de Sillero. En 1732 se trasladaron las oficinas del Peso Real a este edificio, desde la vecina calle de Postas. La Casa de la Real Panadería se levantó con una altura de cuatro pisos, siendo la de los lienzos circundantes de cinco. En la parte superior, y centrada en el edificio, se encuentra sobre la fachada el Escudo de España con las armas en tiempos de Carlos II, que son las armas de Castilla y León, las de Aragón y Sicilia, las de Austria y la Borgoña Moderna, las de la Borgoña Antigua y Brabante y las de Flandes y el Tirol. En el centro se encuentra destacado el símbolo de Granada.
| |
| Reinando Felipe III y por su mandado se deshizo y derribó la plaza antigua de esta villa y se labró de nuevo en tiempo de dos años, siendo Presidente de Castilla Don Fernando de Acebedo Arzobispo de Burgos y superintendente de Castilla el licenciado Pedro de Tapia del Supremo Consejo de Castilla y de la general Inquisición y Corregidor Don Francisco de Villacís caballero de la Orden de Santiago y Regidores Comisarios Juan Fernández y Don Gabriel de Ocaña de Alarcón caballero de la Orden de Santiago, Juan de Piñedo, Francisco Enríquez de Villacorta y Don Fernando Vallejo Gentil Hombre de la casa de Su Majestad u se acabó en el año 1619. |

El edificio de la Panadería quedó afectado en los tres incendios que ocurrieron posteriormente en la plaza Mayor. En todos ellos fue reconstruida por diversos arquitectos que mantuvieron el estilo del precedente. En 1987 se traslada el Archivo de Villa al Centro Conde Duque desde la Casa de Panadería, donde había estado desde el pasado siglo XIX.

## Ritmo de la plaza acabada
El 4 de septiembre de 1620, con la calle Nueva (en la actualidad Calle de Ciudad Rodrigo) sin concluir y en un informe, Juan Gómez de Mora declara terminada la obra de la plaza Mayor. En 1634 Felipe IV autorizó la construcción de una nueva calle de acceso en la Casa de la Panadería con el objeto de favorecer el acceso exclusivo de los carruajes de la Familia Real desde la calle Mayor.

## Los incendios de la plaza
Hubo tres incendios en la plaza Mayor que cambiaron su forma desde el primer diseño hasta el de la actualidad. Finalmente, tras el incendio de 1790 se convertirá en la plaza porticada de planta rectangular de 129 metros de largo por 94 metros de ancho que se conoce en la actualidad. Tanto fue el daño del último incendio que se encargó al arquitecto Juan de Villanueva un proyecto completo de reconstrucción. Villanueva optó por rebajar en dos alturas las fachadas, acabó cerrando totalmente el espacio de la Plaza, a la que solo se podía acceder por grandes arcadas. Tras el incendio de 1790, la Plaza quedó en la disposición y ordenamiento actuales. Tras el incendio de 1790 hubo otro en 1804 de mucha menor importancia, pero llegó a alarmar a la población por el recuerdo de los anteriores.

### El primero: 1631
El primer incendio se produce la noche del 6 al 7 de julio de 1631 y fue debido a las chispas que saltaron de un horno en una casa privada. El balance fue de trece muertos a lo largo de los tres días que estuvo el fuego incontrolado. El lado sur de la Plaza quedó destrozado. Casi una treintena de casas en el Arco de Toledo hasta la calle de Botoneras fueron derribadas, entre ellas la Real Casa de la Panadería. Unas veinticuatro fueron afectadas. El fuego se extendió con rapidez, y debido a las cubiertas de plomo en forma de baldosas, que se añadieron como detalle decorativo en 1621, éstas se fundían haciendo que fuese casi imposible las labores de extinción. Este incendio hizo que el propio Felipe IV y el propio Conde-Duque de Olivares acudieran al lugar del incendio debido a la proximidad con el Alcázar y trajeran el cuerpo incorrupto de Isidro Labrador para que obrara el milagro de la detención espontánea del incendio, haciendo lo mismo con las vírgenes de Atocha, Almudena y de los Remedios. En los balcones se construyeron altares improvisados para evitar la propagación del fuego de casa a casa. Las casas afectadas llegaban a la calle de Toledo, así como a la Imperial. El día 8 se reunió el Ayuntamiento para organizar la búsqueda de supervivientes.
Las operaciones de detención del fuego hicieron que los aguadores tuvieran requisadas sus vasijas durante el periodo de tiempo que duró el incendio, se empleó el agua procedente de pozos de particulares y de fuentes públicas cercanas. Las autoridades estuvieron atentas intentando evitar los actos de pillaje. A pesar de todo, en el mes de junio del mismo año, rodeada de edificios ennegrecidos se ejecutaba una corrida de toros por Santa Ana. A esta celebración asistió el rey y toda la corte. Un año más tarde se organizó un Auto de Fe en la esquina suroeste de la Plaza. La Plaza no se había restaurado completamente en 1633, prueba de ello son los pleitos de los vecinos al ayuntamiento reclamando reparaciones no acabadas. Durante estos años las fiestas reales dejaron de celebrarse en la Plaza, recayendo el protagonismo en otros lugares, como el Retiro. El encargado de la reconstrucción fue el arquitecto Juan Gómez de Mora, y entre las primeras acciones correctivas mandó cambiar las cubiertas de plomo por teja.

### El segundo: 1672
En el año 1672 se quema entera la Real Casa de la Panadería y tuvo que ser reconstruida posteriormente por el arquitecto Tomás Román. Colaboró su equipo compuesto por Marcos López, Pedro Lázaro Goiti, Juan de León y Lucas Román. El incendio fue de dimensiones similares al anterior y el pánico causado en los habitantes de Madrid fue grande. En 1674, tras diecisiete meses de obras la Casa de la Panadería queda reformada. La financiación provenía de las sisas reales y municipales aprobadas por Mariana de Austria. Tras la restauración, el resultado fue un edificio con soportal sujeto con pilares de piedra. Con fachada de 33 balcones, se le dotó de dos torres laterales con chapiteles.
| |
| Reinando Don Carlos II y gobernando la Reina Doña Mariana de Austria su madre y tutora, habiéndose quemado esta Real Casa de la Panadería el día dos de agosto de 1672, se reedificó desde los cimientos mejorada en fábrica y traza siendo Presidente de Castilla Pedro Nuñez de Guzmán Conde de Villaumbrosa y Castronuevo y superintendente de la obra Don Lorenzo Santos de San Pedro del Consejo Real de Castilla, caballero de la Orden de Santiago, y Corregidor de esta villa Don Baltasar de Rivadeneira y Cuñiga Marques de la Vega del Consejo de hacienda y caballero de la misma orden y Regidores Comisarios Don Gerónimo Dalmao y Casanaey y Rafael San Guineto Don Tomás de Álava y Arigón y Don Andrés Martínez Navarite caballeros del mismo Orden y Caballería de Santiago. Acabose en diecisiete meses. Año de 1674. |

En esta reconstrucción general de la Casa de la Panadería se incluyó una mejora de la escalera de acceso real a los balcones reales. Los balcones de dicho edificio se convirtieron en tribuna habitual en las celebraciones, y en esta reconstrucción se hizo hincapié en el uso por parte de la realeza borbónica. Se abrió, además, una calle para el mejor acceso real mediante los carruajes a la Plaza.

### El tercero: 1790
En la noche del 16 de agosto de 1790 se produce el tercer incendio. Es considerado el más catastrófico de todos los tres, quedando destruido completamente un tercio de su perímetro. Principalmente el lado occidental de la Plaza. Los incendios de casas eran algo frecuente a finales del XVIII debido a que era frecuente que se empleara abundante madera en su construcción. La reconstrucción anterior de la plaza tras el segundo incendio de 1672 empleó con abundancia madera y esto hizo que, de nuevo, la plaza Mayor fuera objeto de este desastre de fuego. Lo cierto es que hubo pocos medios disponibles para sofocar el incendio, y la voracidad del mismo aumentó a lo largo de los tres días que duró. La única solución fue el derribo de edificios colindantes como cortafuegos capaz de remediar el avance.
Se asignó al Arquitecto Mayor de la Villa Juan de Villanueva la reconstrucción de la nueva plaza Mayor de Madrid. Villanueva reformó la construcción sin emplear andamiajes de madera y construyendo principalmente con piedra y ladrillo. Juan Villanueva mantuvo el diseño inicial de Juan Gómez de Mora. Eliminó el quinto piso de altura en los lienzos perimetrales, armonizándolos con los de la casa de la Panadería. El propio Juan de Villanueva redactó una orden municipal para la prevención de incendios, las anteriores se remontaban a Teodoro Ardemans. Proyectó el cerramiento completo de la Plaza, incluyendo arcos en las calles abiertas que desembocaban en la plaza. La reconstrucción de la plaza se continuó hasta 1854, ya fallecido Villanueva. Algunas de las colaboraciones vinieron por parte de Antonio López Aguado y Custodio Moreno.

### El cuarto: 1804
Hubo un cuarto incendio casi sin consecuencias el 26 de noviembre de 1804 pero los zapadores del cuartel Suizo cortaron el incendio.

## Celebraciones y usos de la plaza
La plaza tuvo desde sus comienzos dos funciones muy definidas: por un lado, ser espacio dedicado al comercio y, por otro, un lugar dedicado a diversas celebraciones tanto reales como populares. A lo largo de la historia, las costumbres y usos de estos dos conceptos han ido modificándose poco a poco, en algunos casos han surgido nuevas festividades. Tras el establecimiento de la Plaza, en los soportales se produjo la existencia de un comercio más especializado. Bajo los soportales se especializaron los nuevos comercios.

### Plaza de toros
La plaza era empleada, ya desde sus inicios cuando se denominaba Plaza del Arrabal, como una plaza de toros celebrando diversas corridas de toros y de rejoneo. Este espectáculo fue creciendo en popularidad desde el siglo XV y tuvo un periodo de esplendor en el siglo XVIII, siendo habituales las fiestas de toros en el recinto de la Plaza. Se celebraban dos tipos de corridas de toros: las usuales, en las que asistía el hombre de a pie, y las reales, reservadas a selectos personajes de la Corte. Las primeras se organizaban por el Concejo de la Villa, las segundas por los encargados del protocolo y fiestas de la Corte: Mayordomía Real, y por regla general eran más lujosas. Se solían celebrar las corridas populares sin fecha fija en torno a las fechas de San Juan (junio), en Santa Ana (agosto) y posteriormente las de San Isidro (mayo), las de San Pedro y San Pablo. En las celebraciones se acondicionaba la plaza para la celebración, se cerraba la Plaza con unos tendidos de madera, el espacio de ruedo era rectangular. Los personajes más Nobles se colocaban en la Real Casa de la Panadería, y la Guardia Real en torno a ella. En las calles que entraban 'abiertas' (sin arco) a la Plaza, se construían casas efímeras elaboradas de madera con balcones; a estas localidades se las denominaba «claros».
Los propietarios de las casas circundantes solían alquilar sus balcones exteriores a la Plaza. Eran varias las corridas celebradas a lo largo del día, la de la mañana era menos popular, siendo las de las tardes las de mayor relevancia social y de mayor presencia de autoridades. Dependiendo de las suertes, cada lidia de toro podía durar entre dos minutos a una hora. Tras la muerte del toro, éste se retiraba en carreta, hasta que el corregidor Juan de Castro y Castilla el 10 de agosto de 1623 decide por primera vez en la historia de la lidia arrastrar el toro por un conjunto de mulas. Tres mulas en las corridas ordinarias y seis en las Reales. Muchos toreros se hicieron famosos en las fiestas de toros de la plaza Mayor. Uno de ellos fue Pedro de Vergel, que en el siglo XVI fue objeto de una comedia de Lope de Vega titulada El mejor mozo de España[cita requerida]. Otros lidiadores fueron: Juan de Tassis y Peralta, Juan de Valencia.

### Autos de fe
Estos actos públicos de carácter solemne se realizaron en diversas ocasiones. Consistían en largas ceremonias que, por regla general, comenzaban a primeras horas de la mañana y finalizaban a últimas horas. Lo celebrado en la Plaza correspondía al acto público del juicio de los procesados por el Santo Tribunal de la Inquisición. Consistía en la lectura de alegatos y defensas, la descripción del proceso y la proclamación de la sentencia. Los reos vestían el sambenito y estaban tocados con la coroza. La Plaza se decoraba como un teatro, y no se solía emplear para su celebración toda la superficie, sino una parte de ella. En algunas ocasiones los asistentes se encontraban presentes en la plaza días antes con el objeto de poder reservarse una buena posición en la plaza. En 1624 se celebra el primer Auto de fe en la Plaza. Posteriormente se celebraron otros autos de fe. El Auto de Fe se celebró un año después del primer incendio, ya en 1632. Solo se celebraron dos Autos de Fe en el siglo XVII en la plaza Mayor.

### Ejecuciones públicas
La plaza se comenzó a emplear, ya en pleno siglo XVII, como escenario de ejecuciones públicas dictadas por la justicia. Por regla general los nobles eran degollados en un tablado delante la Real Casa de la Panadería, mientras que el garrote vil se hacía delante del Portal de Paños, a los demás sentenciados a la horca delante de la carnicería. Una de las ejecuciones públicas más notables fue la que se hizo en octubre de 1621 a Rodrigo Calderón (marqués de las Siete Iglesias) que fue sentenciado a muerte por diversas acusaciones en cadalso, finalmente es degollado públicamente en la plaza Mayor, su presencia orgullosa durante la ejecución trajo el refrán madrileño: "Tener más orgullo que Rodrigo ante la horca". El proceso a Calderón tuvo gran repercusión política en la época. En 1648 se hace ejecución en cadalso del General Carlos Padilla y del Marqués de la Vega por conspirar contra el Rey. Las ejecuciones públicas se realizan en la Plaza hasta el 27 de marzo de 1805, fecha en la que se traslada a la Plaza de la Cebada. Durante la ocupación francesa las ejecuciones públicas regresaron a la plaza Mayor

### Celebraciones diversas
Entre el apartado de celebraciones cabe destacar aquellos que consistían en juegos públicos como los estafermos medievales ejecutados en la plaza del Arrabal. Los juegos de cañas tan populares en el siglo XVII y del que se dispone ilustración mediante un cuadro de Juan de la Corte, que representa un juego de cañas en la plaza Mayor de Madrid. Las encamisadas del carnaval, que eran fiestas de equitación y que se describen abundantemente en la literatura del Siglo de Oro. Dentro de las celebraciones populares se encontraban las mascaradas celebradas por los gremios en los periodos carnavalescos. La luminarias y fuegos que comenzaron en el siglo XVII y que aumentaron en popularidad en el XVIII. Las representaciones teatrales. Algunas de las celebraciones barrocas, como las mascaradas, los desfiles carnavalescos, las parejas. Se realizaron diversas representaciones teatrales, bailes. En algunas ocasiones se trataba de celebraciones nacionales ante un suceso, como fue la victoria en Fuenterrabía en 1638 de las tropas españolas.
Entre las celebraciones religiosas cabe destacar que la Plaza era el punto de paso, a veces de congregación de procesiones. En los casos en los que la Plaza era un punto de paso y estación, se construían en ella altares. Estos altares efímeros construidos de madera y lienzos diversos eran cada vez más lujosos, más altos. Una celebración que ha quedado en la historia de la Plaza son los fuegos artificiales, la quema nocturna de castillos de fuego, mascletás diurnas. Los costes de algunas celebraciones con fuegos artificiales fueron realmente elevados, y en muchos casos dichos gastos recayeron sobre el Ayuntamiento. Otros fuegos fueron la causa de incendios que acabaron trasformando la Plaza. De la misma forma, la Plaza fue espacio para la congregación de motines como el de motín de Esquilache.

## sigloXIX

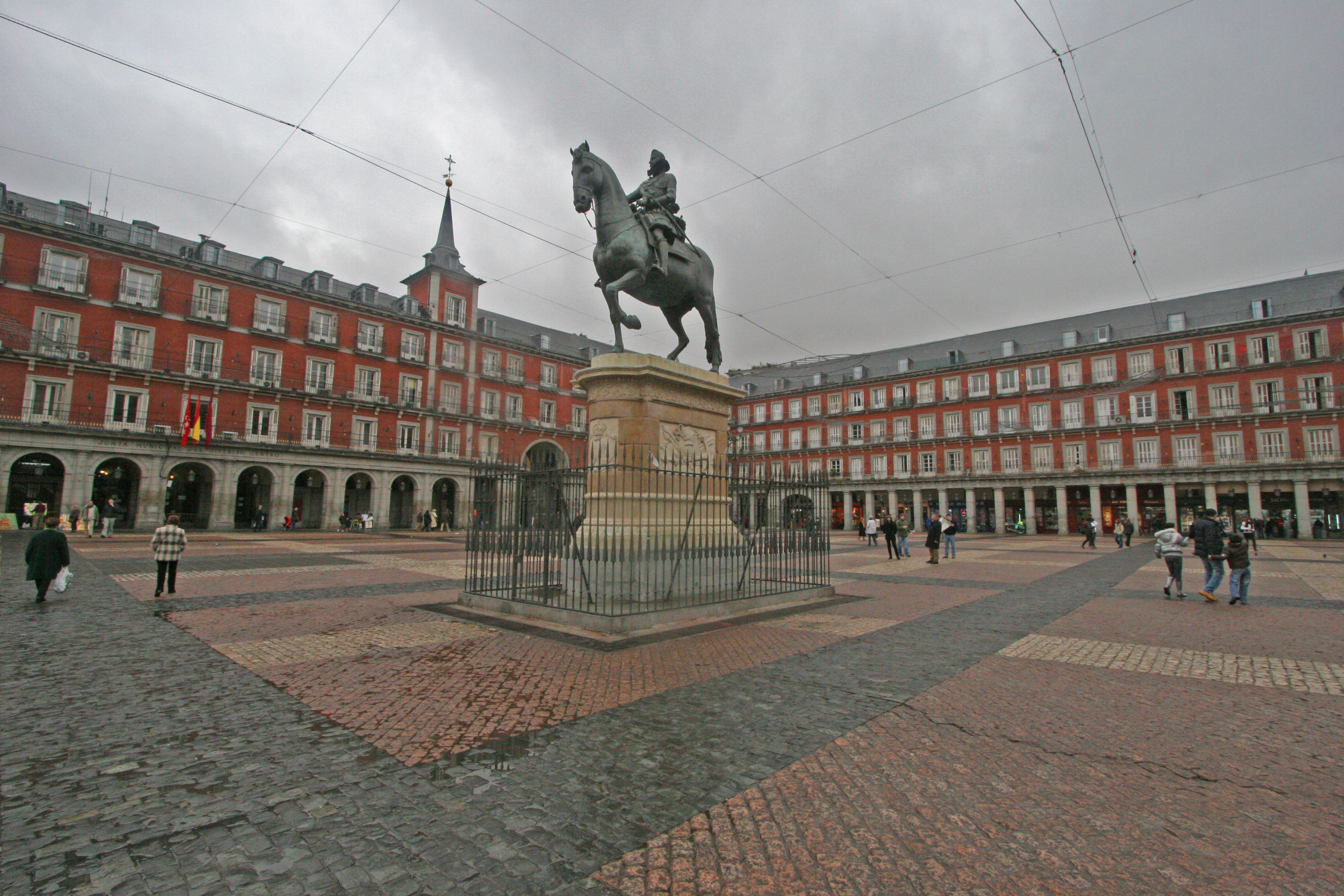
La imagen ecuestre de Felipe III sobre el pavimento empedrado tricolor característico de la plaza a comienzos del.

La plaza Mayor estuvo como espacio público a las corrientes ideológicas de cada momento. En el año 1812 se pasó a denominar "Plaza de la Constitución", durante el reinado de Fernando VII se denominó "Plaza Real" para volver a ser plaza Mayor en 1820. La primera República en 1873 la denominó "Plaza de la República", mientras que en el periodo de restauración borbónica en España regresó el de "Plaza de la Constitución". A pesar de estas denominaciones oficiales, durante este tiempo se mantuvo popularmente la denominación "plaza Mayor". Ya a mediados de este siglo se convirtió en agradable y elegante lugar de paseo debido al poblado diseño de árboles y jardines en su interior.

### La estatua ecuestre
Originalmente la estatua estaba ubicada en la Casa de Campo, pero la Reina Isabel II ordenó su traslado a la plaza en 1848. En el centro de la plaza se ubica la estatua ecuestre de Felipe III que fue comenzada por el escultor italiano Juan de Bolonia (Giambologna) y rematada por su discípulo Pietro Tacca en el año 1616. Fue regalada al rey español, por entonces Gran Duque de Florencia, estando inicialmente situada en las afueras de Madrid en la Casa de Campo. Fue en 1848 cuando Isabel II ordena su traslado desde su emplazamiento anterior a la plaza Mayor. Actualmente, en el pedestal, figura esta inscripción:

"La reina doña Isabel II, a solicitud del Ayuntamiento de Madrid, mandó colocar en este sitio la estatua del señor rey don Felipe III, hijo de esta villa, que restituyó a ella la corte en 1606, y en 1619 hizo construir esta plaza Mayor. Año de 1848".

En las reformas realizadas posteriormente a mediados del siglo XX, se pretendió desplazar la estatua ecuestre una veintena de metros hacia la Casa de carnicería, pero finalmente no se realizó.

## Modernidad
Durante el periodo de la Segunda República la ciudad se transforma y la Plaza es objeto de una transformación acorde con los tiempos. En esta época la Plaza poseía un jardín público con sus árboles, parterres, fuentes. Estos añadidos es posible que dejaran poco espacio a los paseantes o para realizar celebraciones. Es en estos primeros instantes cuando se presentan las primeras ferias filatélicas en los soportales de la Plaza. La imagen de la filatelia, numismática, vitolas de puros, calendarios de bolsillo y notafilia diversa como mercado dominical y festivo del coleccionista data de los años 20.
A comienzos del siglo XX comenzó a proliferar un tipo de comercio especializado en los soportales. De esta forma se instala la "Platería Villechenous" en la esquina con la calla de la Sal en 1906. Posteriormente se ubicó "El Gato Negro", primera en vender lana al peso en España debido a su propietario Climent Villa. En la zona opuesta de Cuchilleros, la librería "Zamora" fundada por Olegario Zamora Torres en 1884.

### Periodo de postguerra

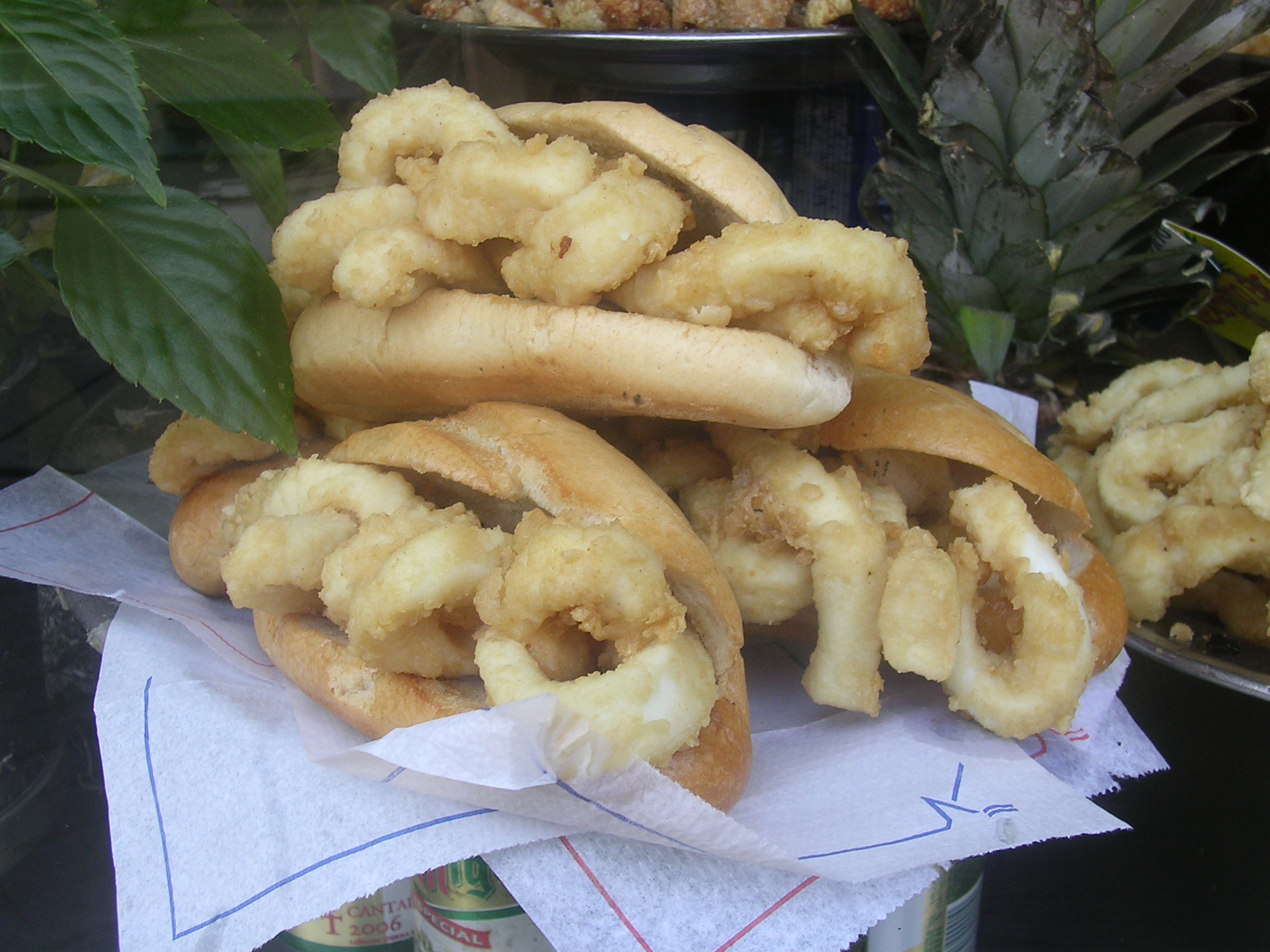
El bocadillo de calamares se convierte en un símbolo culinario de la plaza a mediados de los años setenta.

El arquitecto Juan Cristóbal se encarga de restaurar la estatua ecuestre de Felipe III, que finalmente vuelve a ocupar su posición central en la Plaza. En 1950 numerosas líneas de tranvía de Madrid poseen su cabecera en la Plaza, y en 1953 la Plaza deja de tener tránsito de tranvías. El arquitecto Leopoldo Torres Balbas publica un polémico estudio que propone el empleo de pizarra para reformar la malograda plaza en 1958. La afluencia de vehículos es creciente en el centro de la ciudad, y pronto se comienza a emplear la Plaza como aparcamiento de coches, dejándose de utilizar como tal en 1966. Al año siguiente se inician las obras para el aparcamiento subterráneo y de los túneles de acceso, todas estas obras terminan en 1969.

### La Navidad en la plaza
La Cabalgata de Reyes Magos de Madrid había finalizado tradicionalmente en la Plaza de la Villa. En 1969, por primera vez lo hace en la plaza Mayor. La aparición en la plaza de las tiendas típicas se remonta a finales del siglo XIX. Aunque es tradicional la venta de artilugios como zambombas, figuritas para belenes y turrones en la vecina Plaza de Santa Cruz. Poco a poco la Plaza va adquiriendo la costumbre de ser un mercado navideño a mediados de diciembre.

### Reforma de los años 60

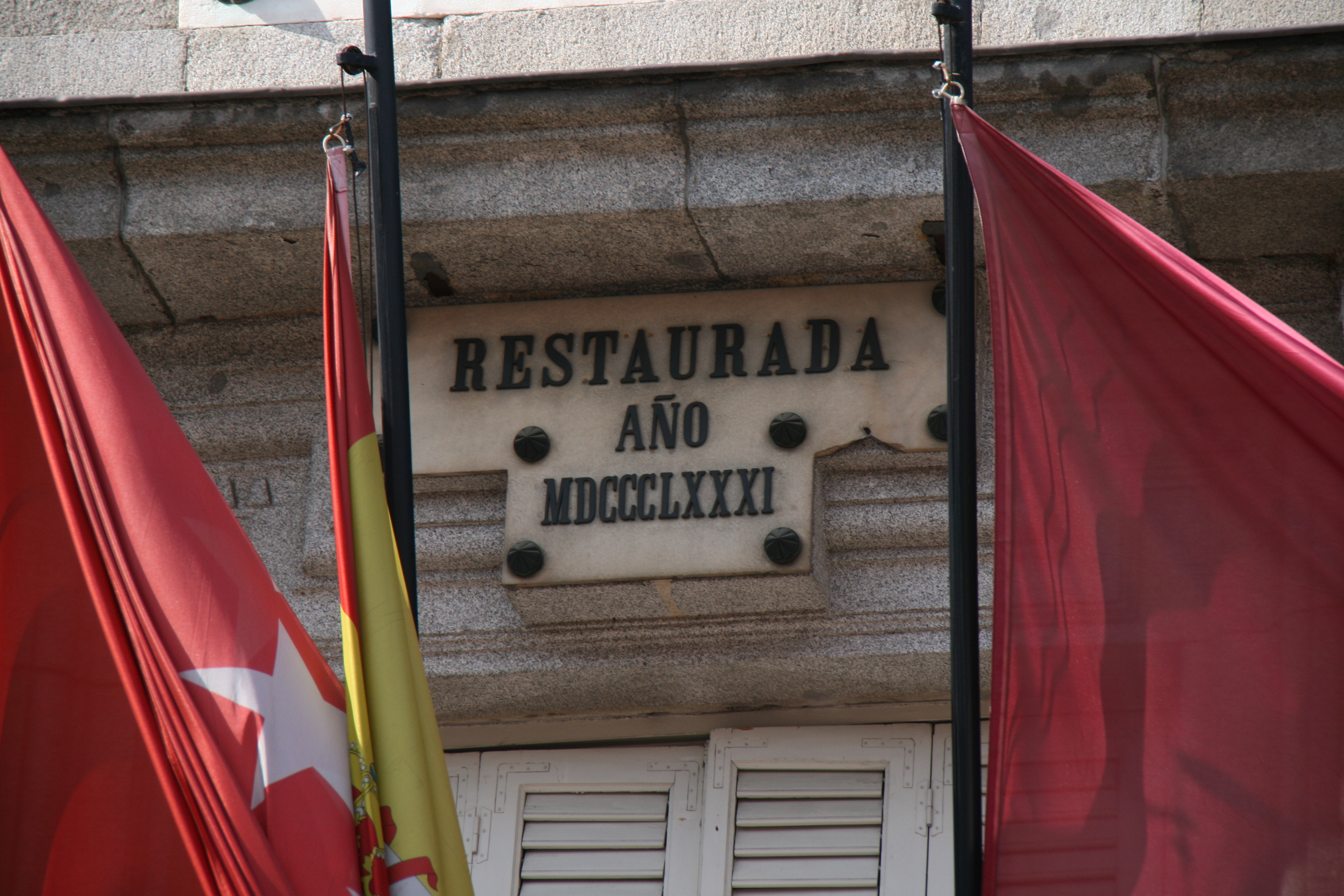
Fachada de la Real Casa de Panadería.

Se inicia un intento de reforma cuando el Primer Teniente de Alcalde José María Soler Díaz-Guijarro decide enviar el 30 de junio de 1956 un escrito al Consistorio de la Villa solicitando una reforma de la plaza. Dicho escrito solicita un ordenamiento urbanístico y una mejora del suelo, así como la regulación de la venta ambulante. Destaca en el escrito el estado ruinoso de muchos de los edificios colindantes. Autorizada la iniciativa de la reforma de la Plaza, se eligieron los arquitectos municipales encargados de la reforma, que fueron Enrique Ovilo Llopis y Manuel Herrero Palacios (encargado del diseño de la iluminación de la Plaza). Estos arquitectos formularon el proyecto de reforma en términos de la renovación de las cubiertas, el revoco de fachadas y la pavimentación de la plaza con piedras de tres colores. Se acordó desplazar el monumento ecuestre de Felipe III desde el centro de la plaza a una distancia de veintiséis metros de la fachada oeste, aunque dicho desplazamiento quedó finalmente en suspenso. En el trabajo de las cubiertas se optó por alzarlas y homogeneizar su aspecto con gran profusión de pizarra, que acabaron ocultando las buhardillas. En las fachadas se consolidó el balconaje, se taparon grietas. Se produjo la restauración de los frescos de Claudio Coello.
El pavimento necesitó de un gran movimiento de tierras para poder realizar la nueva rasante horizontal. Se removieron grandes cantidades de tierra, se taparon galerías y pozos antiguos. Se instaló una nueva red de saneamiento, así como una ampliación de la red eléctrica. Anteriormente poseía una pendiente que se empleaba para comunicar la calle de Toledo con las de Siete de Julio y Felipe III. Tras este nuevo rasante, se construyeron escalerillas que nivelan el rasante. Se colocaron más de medio millón de adoquines de pórfido, caliza y granito rojo de Ávila (conocido en la ciudad como "piedra sangrante",) que forman parte del ajedrezado pavimento. Se renovó el viejo reloj, instalado en 1881, que tenía la Iglesia del Buen Suceso.
| |
| En homenaje a Felipe II, se inauguraron el día 17 de octubre de 1961 las obras de restauración total de esta plaza Mayor, siendo alcalde de Madrid el Excmo. Señor Don José Finat y Escrivá de Romani, Conde de Mayalde. El Excmo. Ayuntamiento pleno acordó colocar esta lápida para perpetuar el recuerdo de Don José María Soler y Díaz-Guijarro que murió en el ejercicio de su cargo el día 17 de junio de 1963, y a cuya iniciativa y constante impulso se debe la realización de estas obras. |

El reloj que existe en la torre izquierda de la Casa de la Panadería se colocó durante esta reforma de los años setenta. Este nuevo reloj, de esfera de 1.67 metros de diámetro (elaborado con granito rojo de Ávila y numeración en bronce), posee un carillón de once campanas. Este reloj tocaba el Ángelus y para ello durante el mediodía tocaba con el carillón el Ave María del polifonista español abulense Tomás Luis de Victoria, que fue organista en las Descalzas Reales. Se eligió la música para las doce del mediodía procedente de este compositor por haber sido compositor de la Corte de Felipe II. A las nueve de la noche, el carillón tocaba un motete atribuido a Carlos V durante su reposo en el Monasterio de Yuste y cuyo texto es: "Ecce sic Benedictur homo qui timet Dominum". Gracias al diseño del arquitecto Herrero de Palacios en junio de 1970 se convierte la Plaza en escena de celebraciones medievales. La iluminación de los ciento siete faroles a lo largo de la Plaza, uno por soportal, se instala a finales de los años sesenta. A mediados de los años setenta Televisión Española rueda una de sus primeras series en una esquina de la Plaza, la serie se titula Este señor de negro, protagonizada por José Luis López Vázquez.

### Finales delsigloXX
Tras la restauración se abrieron los respiraderos en la zona sur de la Línea 5 del Metro de Madrid. En la Real Casa de la Panadería se lleva a cabo en 1992 una restauración de su fachada, tras ella el pintor Carlos Franco realiza un programa iconográfico que reúne diversos elementos relacionados con la historia, uso y motivos para la creación de la Plaza. Todos los motivos se encontraban inspirados en la mitología griega. Se centran en la Cibeles y la celebración de sus bodas con Acuático.